# Жана-Турмыс (Акмолинская область)
Жана́-Турмы́с (каз. Жаңатұрмыс) — село в Астраханском районе Акмолинской области Казахстана. Административный центр Кызылжарского сельского округа. Код КАТО — 113645100.

## География
Село расположено на берегу реки Баксук, в северо-восточной части района, на расстоянии примерно 35 километров (по прямой) к северу от административного центра района — села Астраханка.
Абсолютная высота — 294 метров над уровнем моря.
Климат холодно-умеренный, с хорошей влажностью. Среднегодовая температура воздуха положительная и составляет около +3,9°С. Среднемесячная температура воздуха в июле достигает +20,2°С. Среднемесячная температура января составляет около -14,6°С. Среднегодовое количество осадков составляет около 420 мм. Основная часть осадков выпадает в период с июня по август.
Ближайшие населённые пункты: село Воробьёвка — на северо-востоке, село Журавлёвка — на севере, село Жарсуат — на юго-западе.
Восточнее села проходит автомобильная дорога областного значения — КС-1 «Жалтыр — Макинск».

## Население
В 1989 году население села составляло 1535 человек (из них казахи — 39 %, русские — 28 %).
В 1999 году население села составляло 1173 человека (565 мужчин и 608 женщин). По данным переписи 2009 года, в селе проживало 1016 человек (499 мужчин и 517 женщин).
| Численность населения | Численность населения | Численность населения |
| 1989                  | 1999                  | 2009                  |
| --------------------- | --------------------- | --------------------- |
| 1535                  | ↘1173                 | ↘1016                 |

## Улицы[6]
- ул. Абая Кунанбаева
- ул. Абылай хана
- ул. Акана серы
- ул. Кенесары
- ул. Набережная
- ул. Ыбырая Алтынсарина